# Эдкинс, Бенни Джин
Бенни Джин Эдкинс (1 февраля 1934, Уорика, Оклахома — 17 апреля 2020[…], Опелайка, Алабама) — сержант армии США, удостоился высочайшей американской награды — медали Почёта, за свои действия в ходе Вьетнамской войны. В марте 1966 года Эдкинс отличился в ходе 38-часового боя переходившего в рукопашную с силами северовьетнамской армии во время битвы за лагерь специальных сил Ашау. В то время он был сержантом первого класса и служил в разведке, подразделение А-102, 5-я группа сил специального назначения, первого командования специальных сил.

## Биография
Эдкинс родился в окружном центре Ваурика, штат Оклахома и был призван в 1956 году. Он получил назначение в гарнизонную часть в Германии, затем был направлен во 2-ю пехотную дивизию в Форт-Беннинге, штат Джорджия. По окончании школы парашютистов он в 1961 году добровольно вступил в ряды специальных сил. В дальнейшем он прослужил более 13 лет в 7-й, 3-й, 6-й и 5-й группах специальных сил (парашютных). В этот период он с 1963 по 1971 год он провёл три срока в Республике Вьетнам. В апреле 1967 года Эдкинс удостоился креста «За выдающуюся службу» за свои действия в составе подразделения А-102 в ходе своего срока службы во  Вьетнаме. После Вьетнама Эдкинс получил назначение в Форт-Хуачука. Эдкинс закончил третий класс в Академии старших сержантов и вернулся в специальные силы в Форт-Брэгге, затем перебрался в Форт-Шерман и проводил обучение в Учебном центре по действиям в джунглях. Эдкинс ушёл в отставку из рядов армии в 1978 году.
После армии Эдкинс получил степень бакалавра и две степени магистра в университете Трой. Он руководил собственной бухгалтерской компанией и преподавал в колледже южного союза общин штата и университете Оберна. 12 мая 2017 года канцлер университета Трой Джек Хокинс-младший присудил Эдкинсу почётную степень доктора права.
В марте 2020 года Эдкинс был госпитализирован с диагнозом COVID-19 и был переведён в отделение интенсивной терапии, подключён к ИВЛ после отказа дыхательной системы. Он скончался 17 апреля 2020 года от осложнений вызванных инфекцией в возрасте 86 лет.

## Медаль Почёта
В 2002 году армия провела обзор заслуг всех 6.500 человек, награждённых крестом «За выдающиеся заслуги», чтобы убедиться, не были ли обделён кто-либо из награждённых. В марте 2014 было вынесено решение вручить двенадцати награждённым медали Почёта . В 2013 году в рамках Закона о государственной обороне на 2014-й финансовый год Комитет Сената по вооружённым силам принял положение, отменяющее временные ограничения для Дональда П. Слоата и Адкинса. 15 сентября 2014 года президент Обама вручил медаль Почёта Бенни Эдкинсу, в качестве повышения его креста «За выдающиеся заслуги», вручённого ему в 1967 году. В ходе церемонии медали также были вручены посмертно Дональду Слоату и офицеру армии, участнику Гражданской войны в США Алонсо Кашингу . Эдкинс также был введён в Зал героев Пентагона.     

### Наградная запись к медали Почёта
Президент Соединённых штатов Америки, уполномоченный актом Конгресса от 3 марта 1863 года наградил от имени Конгресса медаль Почёта
СЕРЖАНТУ ПЕРВОГО КЛАССА 

БЕННИ ДЖ. ЭДКИНСУ

АРМИЯ СОЕДИНЁННЫХ ШТАТОВ
За выдающуюся храбрость и отвагу, проявленные с риском для жизни при выполнении долга службы и за его пределами:
Сержант первого класса Бенни Г. Эдкинс отличился благодаря актам храбрости и отваги, проявленных с риском для жизни при выполнении долга службы и за его пределами в о время службы сержантом разведки в составе подразделения А-102, 5-й группы сил специального назначения, первого командования специальных сил в ходе боевых действий против вооружённого противника в лагере Ашау, республика Вьетнам с 9 по 12 марта 1966 года. Когда ранним утром крупные силы Северного Вьетнама и Вьетконга сержант первого класса Эдкинс ринулся сквозь плотный вражеский огонь и вёл огонь из миномёта, несмотря на ранения, полученные при нескольких прямых попаданиях вражеских мин в миномётную яму. Узнав, что несколько раненых солдат находятся близ центра лагеря он временно оставил миномёт другому солдату, ринулся через взрывающиеся мины и оттащил нескольких товарищей в безопасное место. Когда вражеский обстрел стих сержант первого класса Эдкинс вышел под спорадический снайперский огонь для того чтобы перетащить своих раненых товарищей в медпункт лагеря. Когда сержант первого класса Эдкинс и его группа защитников попала под плотный огонь членов Гражданских нерегулярных групп обороны, перешедших на сторону северовьетнамцев Эдкинс перемещался за пределами лагеря, чтобы эвакуировать серьёзно раненого американца и вызывая на себя огонь, благодаря чему отступление было успешно прикрыто. Когда груз приземлился на парашюте за периметром лагеря сержант первого класса Эдкинс снова вышел за лагерные стены, чтобы принести самые необходимые вещи. Ранним утром 10 марта 1966 года вражеские силы предприняли основную атаку, и в течение двух часов сержант первого класса Эдкинс был единственным человеком, ведущим огонь из миномёта. Когда все заряды для миномёта были исчерпаны сержант первого класса Эдкинс начал вести эффективный огонь из безоткатного орудия по вражеским позициям. Несмотря на дополнительные раны, полученные от вражеских снарядов, разрывающихся у его позиции, сержант первого класса Эдкинс вёл плотный огонь по наступавшим вьетконговцам. Сержант первого класса Эдкинс уничтожил множество мятежников из лёгкого стрелкового оружия при отступлении в бункер связи с несколькими солдатами. Оказавшись почти без боеприпасов, он вернулся в миномётную яму, собрал жизненно важные боеприпасы и прорвался через плотный огонь обратно к бункеру. Получив приказ об эвакуации из лагеря, сержант первого класса Эдкинс и небольшая группа солдат уничтожили всё сигнальное оборудования  и секретные документы, прокопали выход в тыловой части бункера и с боем прорвались из лагеря. Когда Эдкинс нёс раненого солдата в точку эвакуации он узнал, что последний вертолёт уже улетел. Сержант первого класса Эдкинс возглавил группу, им удалось избегать противника, пока 12 марта 1966 года они не были спасены вертолётом. В ходе 38-часовой битвы и 48-часового бегства и уклонения от противника, огня из миномётов, пулемётов, безоткатных орудий, лёгкого стрелкового вооружения и ручных гранат было установлено, что сержант первого класса Эдкинс уничтожил от ста тридцати пяти до ста семидесяти пяти противников, получи при этом восемнадцать различных ранений. Своим необычайным героизмом и самоотверженностью при выполнении долга службы и за его пределами сержант первого класса Эдкинс поддержал высочайшие традиции военной службы и заслужил великую честь для себя, подразделения А-102, 5-й группы сил специального назначения, первого командования специальных сил и армии Соединённых Штатов.           
The President of the United States of America, authorized by Act of Congress, March 3, 1863, has awarded in the name of Congress the Medal of Honor to
SERGEANT FIRST CLASS

BENNIE G. ADKINS

UNITED STATES ARMY
For conspicuous gallantry and intrepidity at the risk of his life above and beyond the call of duty:
Sergeant First Class Bennie G. Adkins distinguished himself by acts of gallantry and intrepidity at the risk of his life above and beyond the call of duty while serving as an Intelligence Sergeant with Detachment A-102, 5th Special Forces Group, 1st Special Forces, during combat operations against an armed enemy at Camp A Shau, Republic of Vietnam from March 9 to 12, 1966. When the camp was attacked by a large North Vietnamese and Viet Cong force in the early morning hours, Sergeant First Class Adkins rushed through intense enemy fire and manned a mortar position continually adjusting fire for the camp, despite incurring wounds as the mortar pit received several direct hits from enemy mortars. Upon learning that several soldiers were wounded near the center of camp, he temporarily turned the mortar over to another soldier, ran through exploding mortar rounds and dragged several comrades to safety. As the hostile fire subsided, Sergeant First Class Adkins exposed himself to sporadic sniper fire while carrying his wounded comrades to the camp dispensary. When Sergeant First Class Adkins and his group of defenders came under heavy small arms fire from members of the Civilian Irregular Defense Group that had defected to fight with the North Vietnamese, he maneuvered outside the camp to evacuate a seriously wounded American and draw fire all the while successfully covering the rescue. When a resupply air drop landed outside of the camp perimeter, Sergeant First Class Adkins, again, moved outside of the camp walls to retrieve the much needed supplies. During the early morning hours of March 10, 1966 enemy forces launched their main attack and within two hours, Sergeant First Class Adkins was the only man firing a mortar weapon. When all mortar rounds were expended, Sergeant First Class Adkins began placing effective recoilless rifle fire upon enemy positions. Despite receiving additional wounds from enemy rounds exploding on his position, Sergeant First Class Adkins fought off intense waves of attacking Viet Cong. Sergeant First Class Adkins eliminated numerous insurgents with small arms fire after withdrawing to a communications bunker with several soldiers. Running extremely low on ammunition, he returned to the mortar pit, gathered vital ammunition and ran through intense fire back to the bunker. After being ordered to evacuate the camp, Sergeant First Class Adkins and a small group of soldiers destroyed all signal equipment and classified documents, dug their way out of the rear of the bunker and fought their way out of the camp. While carrying a wounded soldier to the extraction point he learned that the last helicopter had already departed. Sergeant First Class Adkins led the group while evading the enemy until they were rescued by helicopter on March 12, 1966. During the thirty-eight-hour battle and forty-eight hours of escape and evasion, fighting with mortars, machine guns, recoilless rifles, small arms, and hand grenades, it was estimated that Sergeant First Class Adkins killed between one hundred thirty five and one hundred seventy five of the enemy while sustaining eighteen different wounds to his body. Sergeant First Class Adkins' extraordinary heroism and selflessness above and beyond the call of duty are in keeping with the highest traditions of the military service and reflect great credit upon himself, Detachment A-102, 5th Special Forces Group, 1st Special Forces and the United States Army.

## Награды и знаки отличия
Эдкинс получил следующие награды и знаки отличия:
| | Значок боевого пехотинца                                                                 |
| | Master Parachutist Badge с одной бронзовой звездой за боевое десантирование.             |
| | Special Forces Tab                                                                       |
| | Expert Marksmanship Badge with Rifle and Pistol bars                                     |
| | Sharpshooter Marksmanship Badge with Carbine bar                                         |
| | Marksmanship Badge with Machinegun bar                                                   |
| | Vietnam Master Parachutist Badge (awarded twice)                                         |
| | Значок боевой cлужбы сил специального назначения армии США                               |
| | Значок сил специального назначения армии США                                             |
| Bluebird-colored ribbon with five white stars in the form of an "M". | Медаль Почёта                                                                            |
| Литера «V» · Бронзовый пучок дубовых листьев · Width-44 scarlet ribbon with width-4 ultramarine blue stripe at center, surrounded by width-1 white stripes. Width-1 white stripes are at the edges. | Бронзовая звезда с литерой «V» и бронзовым дубовым листом                                |
| Бронзовый пучок дубовых листьев · Бронзовый пучок дубовых листьев · Width-44 purple ribbon with width-4 white stripes on the borders                                                                | Пурпурное сердце с двумя дубовыми листьями                                               |
| Width-44 myrtle green ribbon with width-3 white stripes at the edges and five width-1 stripes down the center; the central white stripes are width-2 apart                                          | Армейская похвальная медаль                                                              |
| | Army Presidential Unit Citation                                                          |
| | Похвальная благодарность армейской воинской части                                        |
| | Медаль «За безупречную службу» (США) с двумя серебряными узлами                          |
| Width=44 scarlet ribbon with a central width-4 golden yellow stripe, flanked by pairs of width-1 scarlet, white, Old Glory blue, and white stripes                                                  | Медаль «За службу национальной обороне»                                                  |
| | Медаль экспедиционных вооружённых сил                                                    |
| Серебряная звезда за службу · Бронзовая звезда за службу | Медаль «За службу во Вьетнаме» с одной серебряной и одной бронзовой звездой за кампанию. |
| | NCO Professional Development Ribbon                                                      |
| | Army Service Ribbon                                                                      |
| | Vietnam Bravery Medal with one brass star                                                |
| | Крест «За храбрость» (Южный Вьетнам) с одной бронзовой звездой                           |
| | Крест «За храбрость» (для подразделения)                                                 |
| | Медаль «За гражданские действия» (Южный Вьетнам) (для подразделения)                     |
| | Медаль «За кампанию во Вьетнаме» (Южный Вьетнам)                                         |

Эдкинс получил семь служебных нашивок на рукав и пять пряжек за службу за границей.